# St. Ottilia (Hörmanshofen)

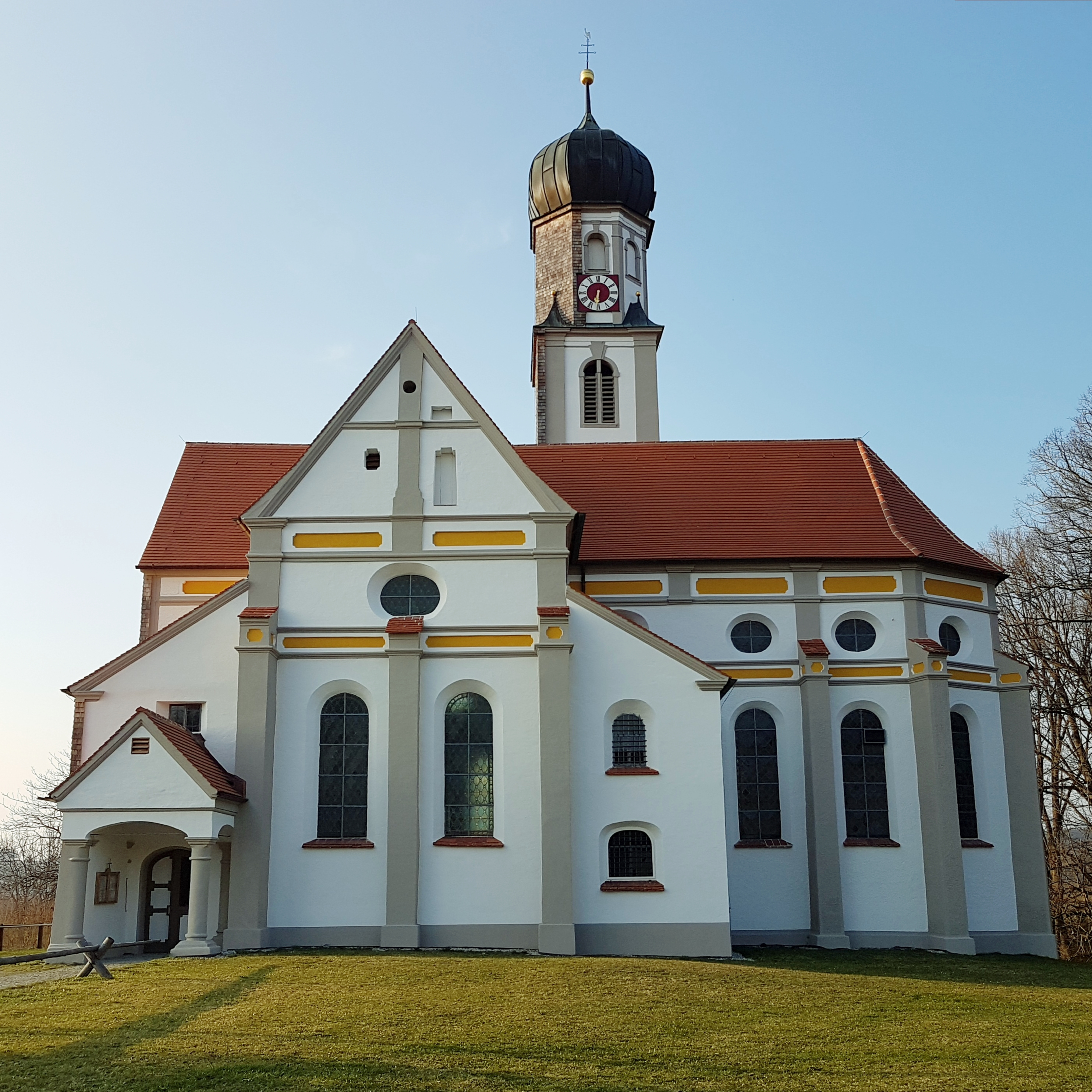
Wallfahrtskirche St. Ottilia oberhalb von Hörmanshofen (2019)

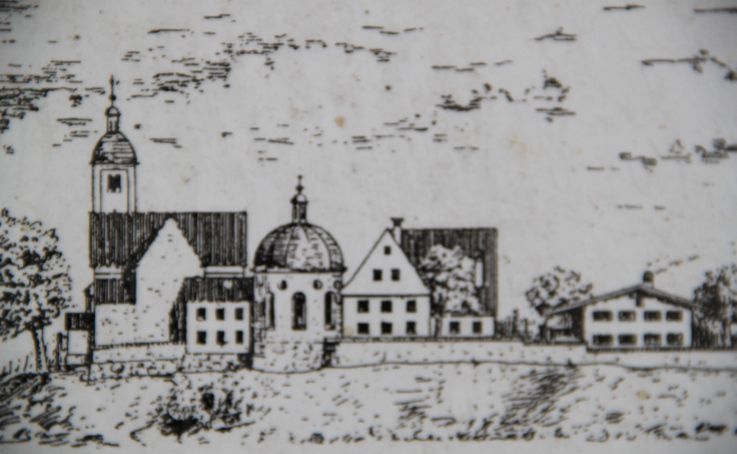
Der Ottilienberg Hörmanshofen um 1750 mit Schloss (Mitte)

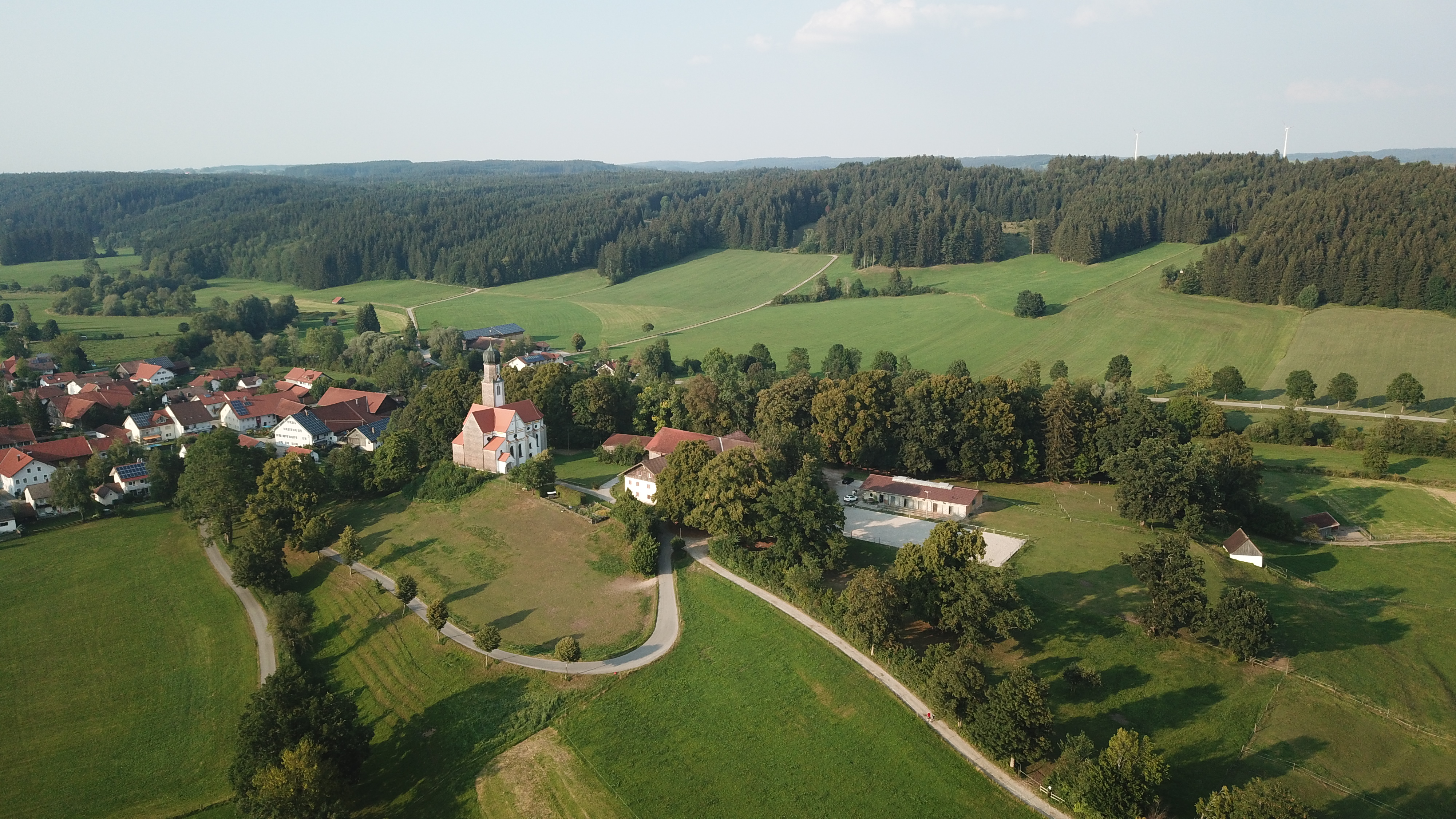
Ottilienberg mit Kirche, Ökonomiehof und Kapelle, Luftaufnahme

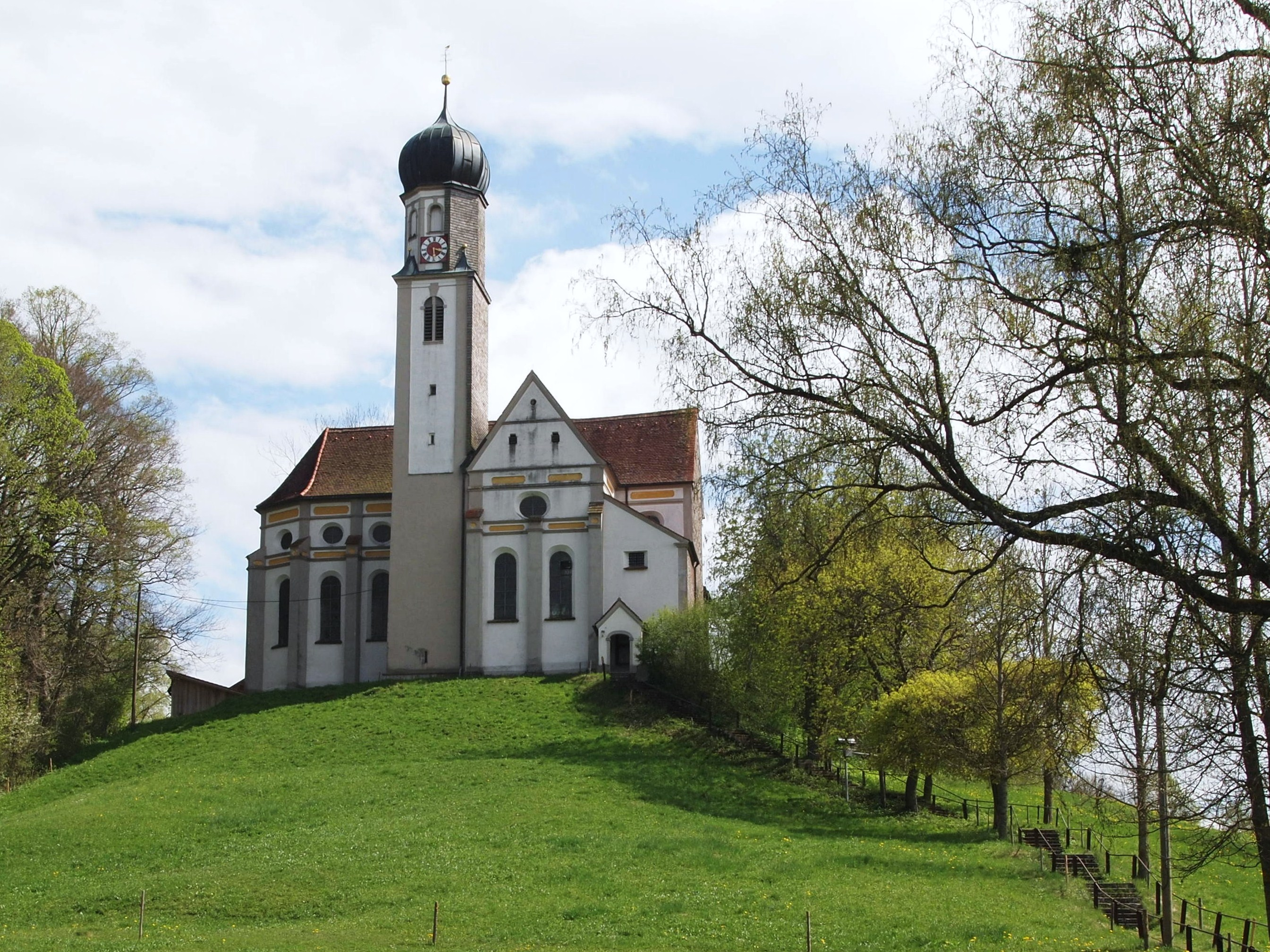
St. Ottilia vom Ort aus gesehen (2012)

Die Wallfahrtskirche St. Ottilia auf einer Anhöhe am südlichen Ortsrand von Hörmanshofen, in der bayrisch-schwäbischen Gemeinde Biessenhofen (Landkreis Ostallgäu) ist ein später Hochbarockbau von 1691/92 auf älteren Mauerteilen, die aus einem spätgotischen Wallfahrtskirchlein neben dem 1787 abgebrochenen Schloss Ottilenberg hervorgegangen ist. Sie gehört zur Pfarrei Mariä Himmelfahrt in Altdorf, die in der Pfarrgemeinschaft Bidingen/Biessenhofen im Bistum Augsburg aufgegangen ist.

## Lage
Die Kirche befindet sich circa sieben Kilometer südlich von Kaufbeuren, auf dem Ottilienberg, einer Bergzunge beim Zusammentreffen der Täler der Geltnach und der Wertach. Hörmanshofen und die Kirche sind über die B 12 und die B 16, sowie über den Bahnhof Biessenhofen an der Bahnlinie München—Buchloe—Kempten—Lindau zu erreichen.

## Wallfahrts-, Schloss- und Baugeschichte

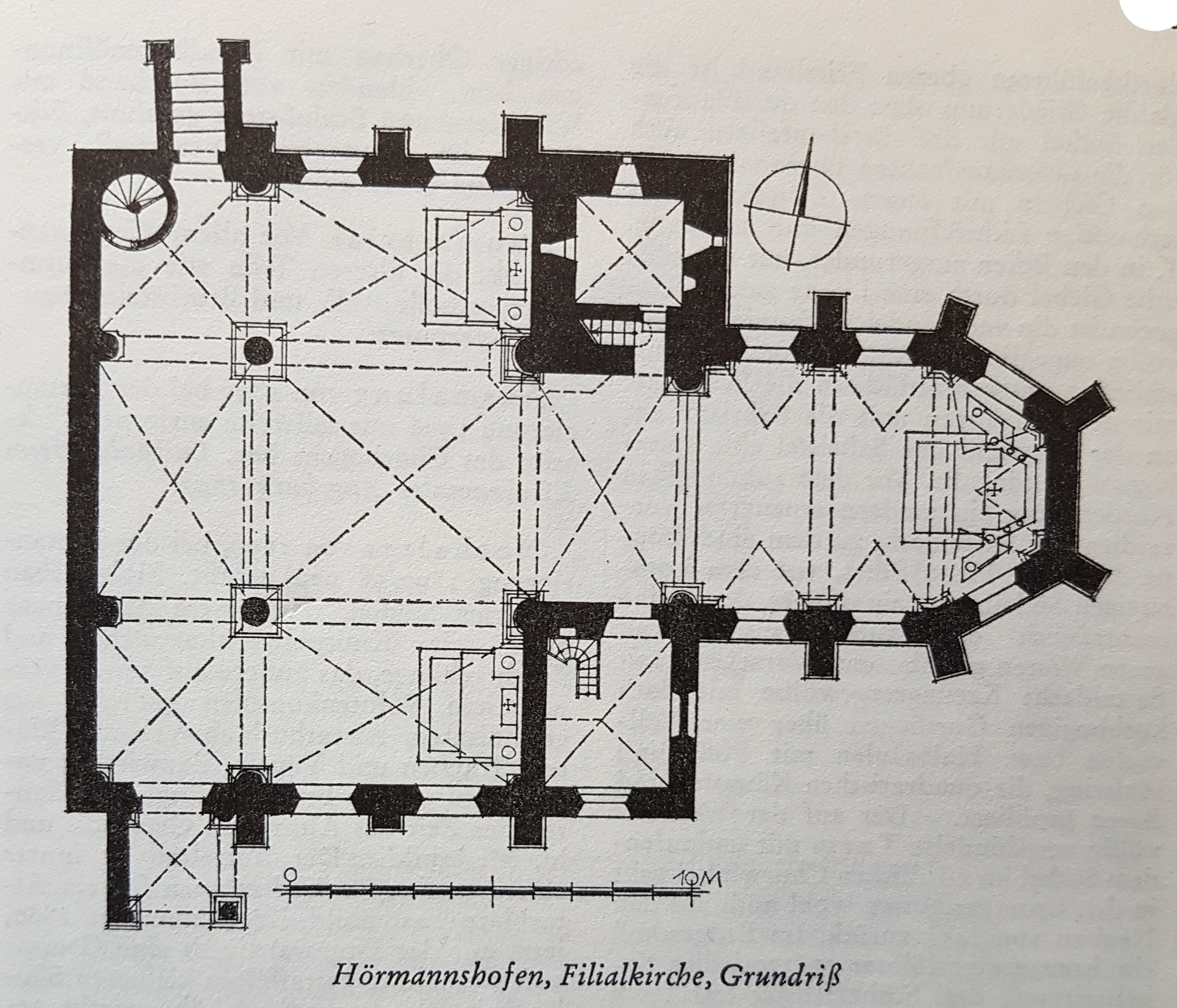
Grundriss der Kirche

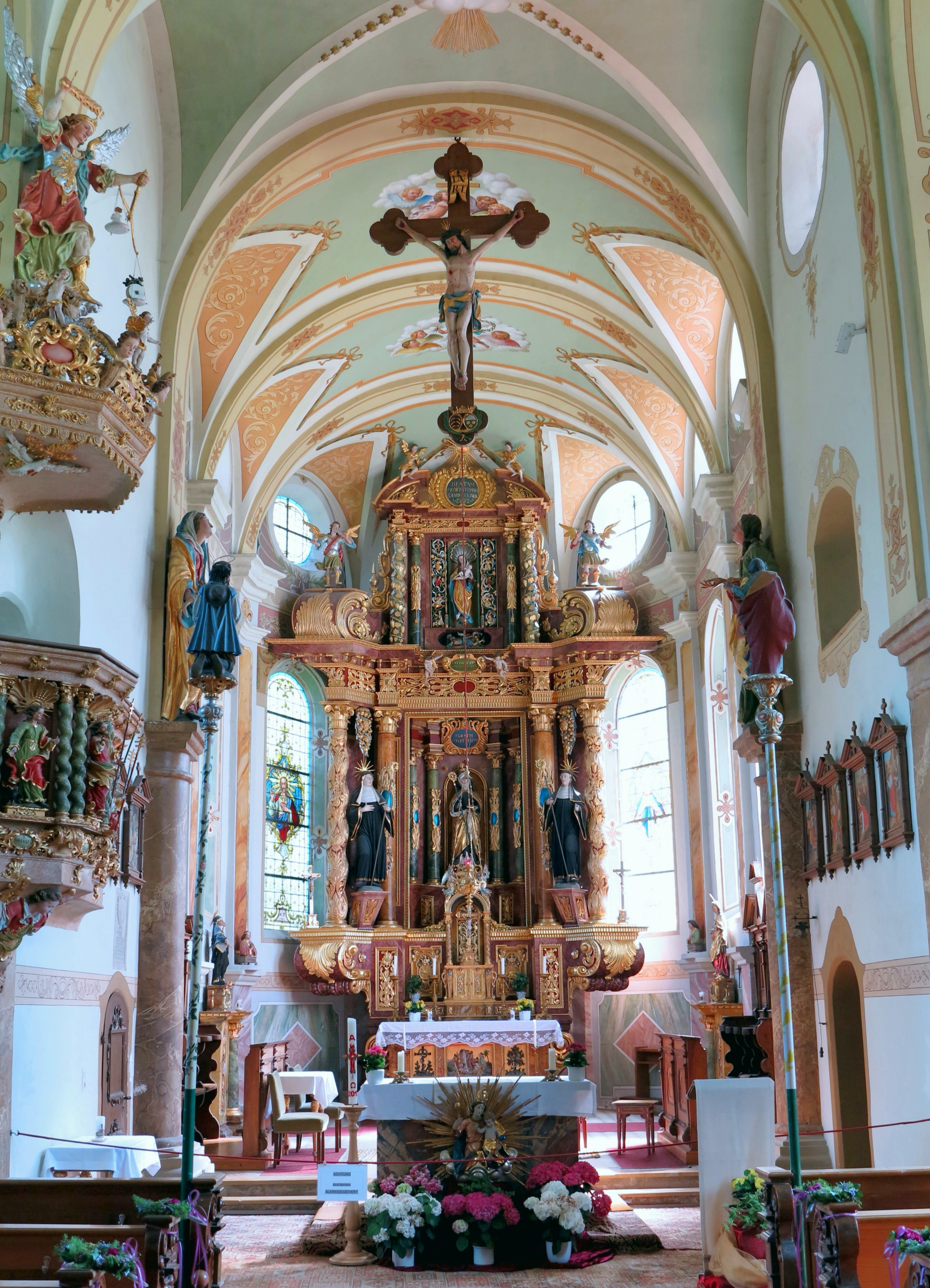
Blick zum Chor

Um das Jahr 1350 ist zum ersten Mal von einem Schloss mit einer Kapelle auf dem Ottilienberg die Rede und ab 1440 wird bereits eine „uralte“ Ottilien-Wallfahrt erwähnt. Zu dieser Zeit gehörte das Anwesen dem Kaufbeurer Ulrich Weißirherr, der als Patronatsherr die Ottilienkapelle 1455 erneuern ließ. Dessen Witwe Elisabeth Weißirherr stiftete 1470 ein Benefizium für einen Wallfahrtspriester. Im Jahre 1551 kam das Schloss an das Geschlecht der Benzenauer und 1611 ging die Kirche mitsamt der Herrschaft an das Hochstift Augsburg über.
Im Zuge des Schwedischen Kriegs brannten die Soldaten des Schwedenkönigs Gustav Adolf 1632 das Schloss mitsamt dem Kirchlein und der Kaplanei nieder. Philipp Julius von Remchingen, der 1658 in den Besitz der Bauanlage kam, ließ bis 1677 das zerstörte Kirchlein wieder instand setzen. Dessen Sohn Franz veranlasste 1691 zusammen mit seiner Gemahlin Maria Magdalene Felicitas (geb. Freiin von Rost) einen grundlegenden Neubau unter Verwendung älterer Teile (die wohl im Chorraum stecken). Die Fertigstellung der Kirche war im Jahre 1692, der Baumeister war wohl Augustin Stickl, wie der Kunsthistoriker Michael Petzet vermutet. 1711 wurden der Turm erneuert, ein neuer Glockenstuhl errichtet und am Südosteck der Kirche eine Klausnerwohnung angebaut. Diese wurde von Eremiten-Mesnern bewohnt, die die Kinder des Ortes unterrichteten.

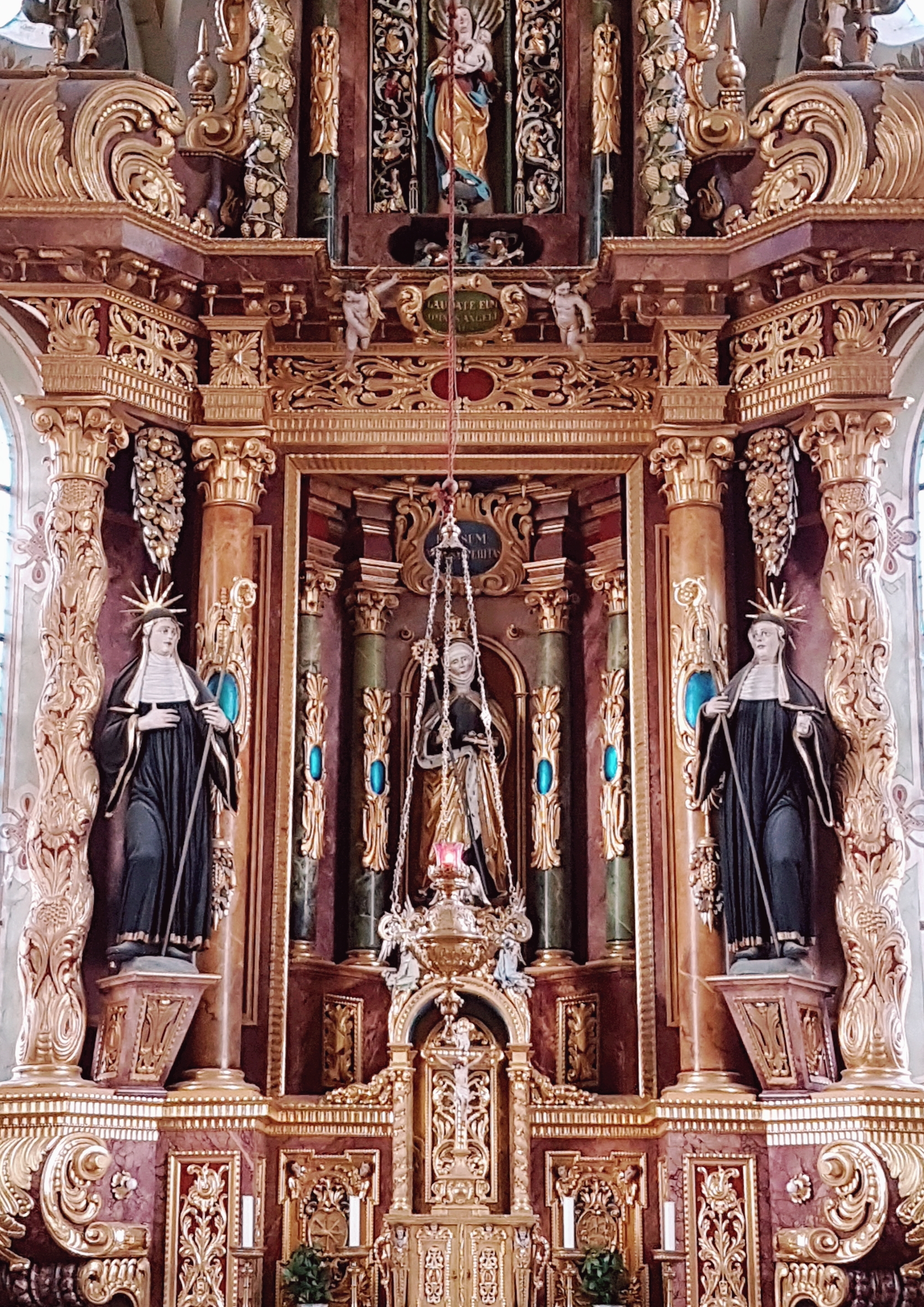
Das Hochaltar-Retabel (1699)

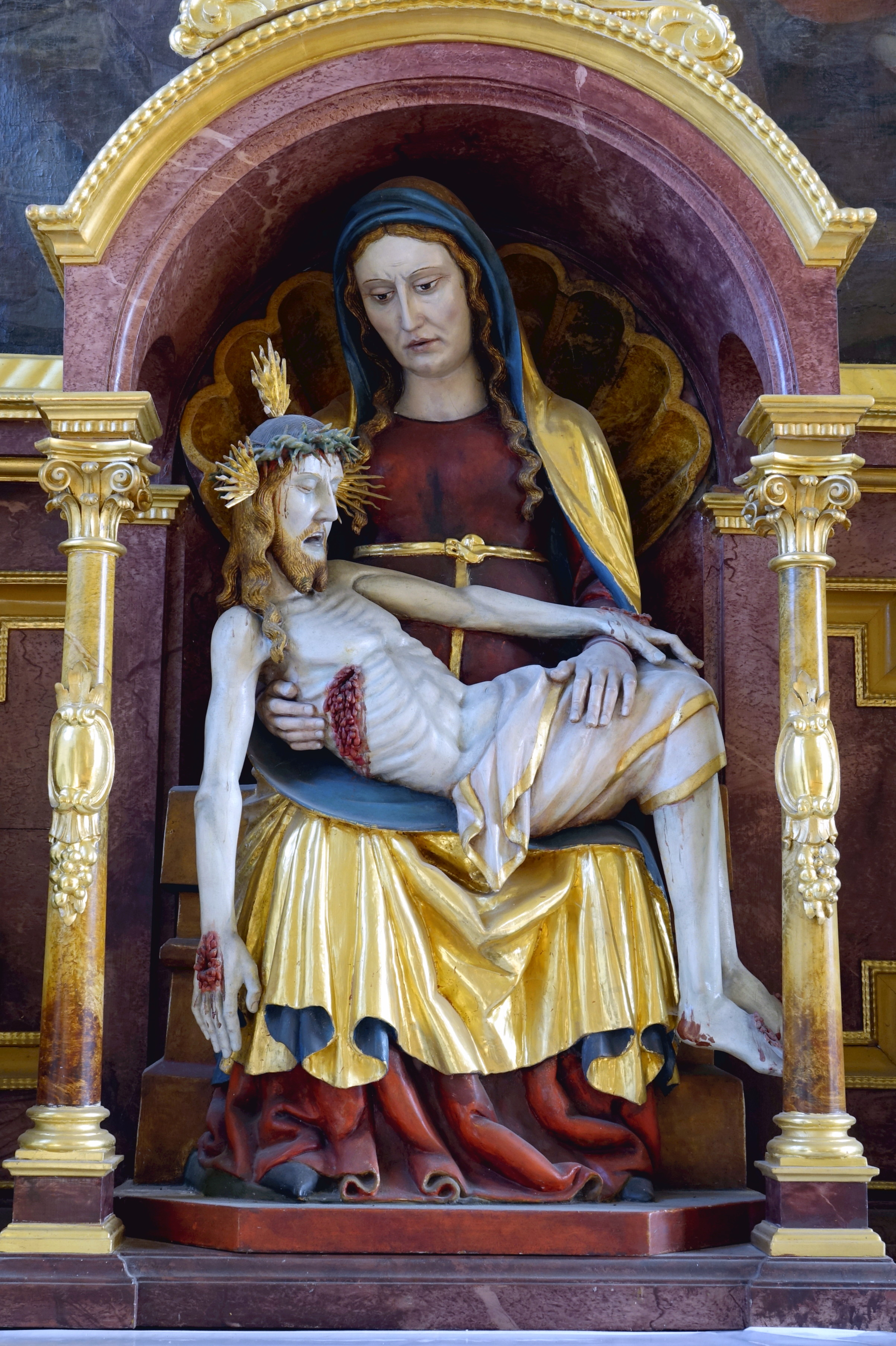
Hochgotische Pietà am linken Seitenaltar

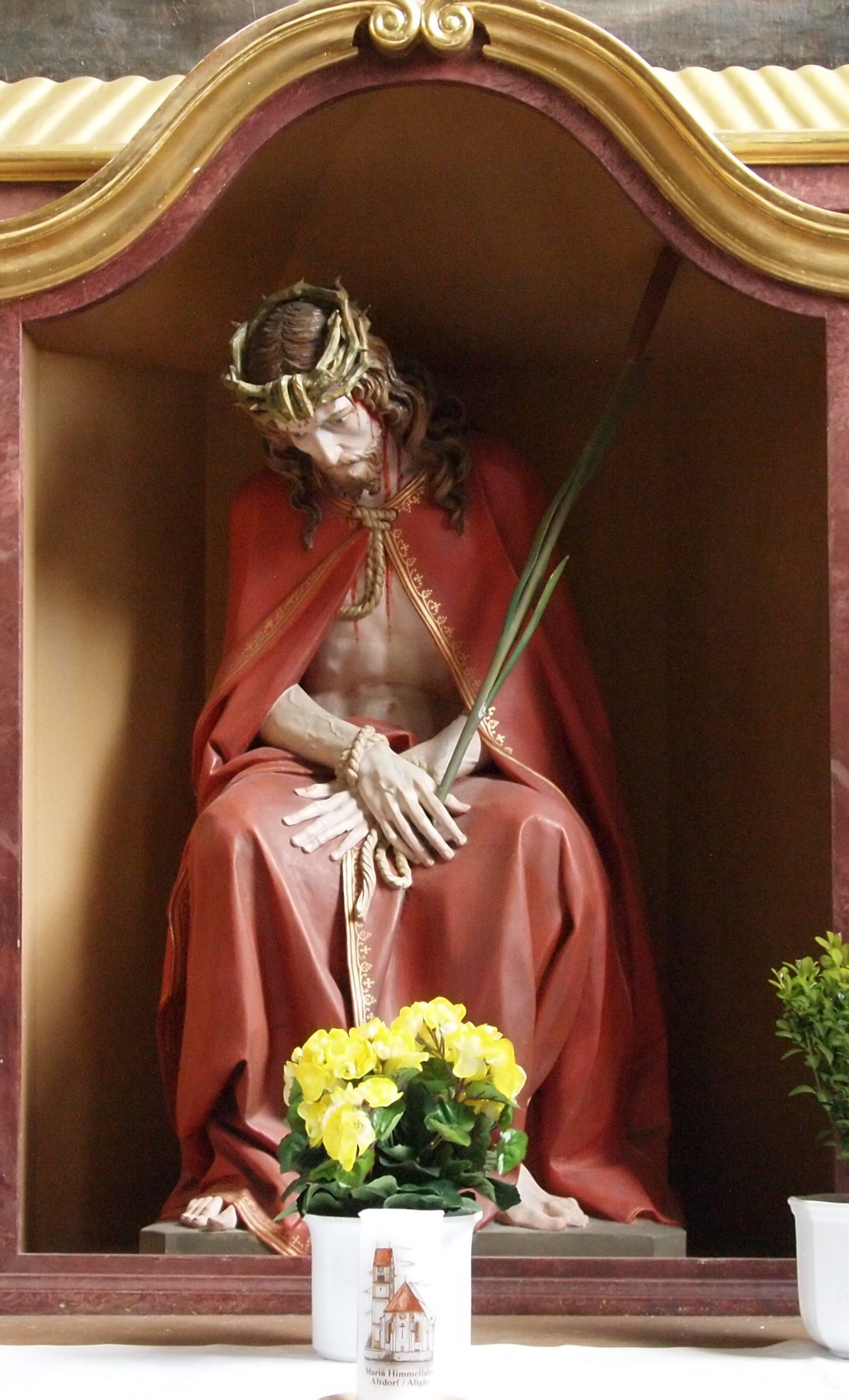
Neubarocker Jesus, König der Juden am rechten Seitenaltar

Nach 1700 wechselte das Schloss mehrfach seinen Besitzer, 1763 überließ man das leerstehende Schloss heimatlosen und landfahrenden Leuten. Um sich dieser lästigen Gäste, die Raub und Brandschatzung mitbrachten, zu entledigen, kauften die umliegenden Bauern das Schloss 1786, um es abzubrechen. In den Jahren 1803/04 fanden im Zuge der Säkularisation weitere Abbrüche auf dem Ottilienberg statt, die kleine Rundkirche zwischen St. Ottilia und dem ehemaligen Schlossstandort, die Klausnerwohnung und die 14 × 7 m große 1626 errichtete Sebastianskapelle, die sich etwa 100 Meter südlich vom ehemaligen Schlossbauernhof befand.

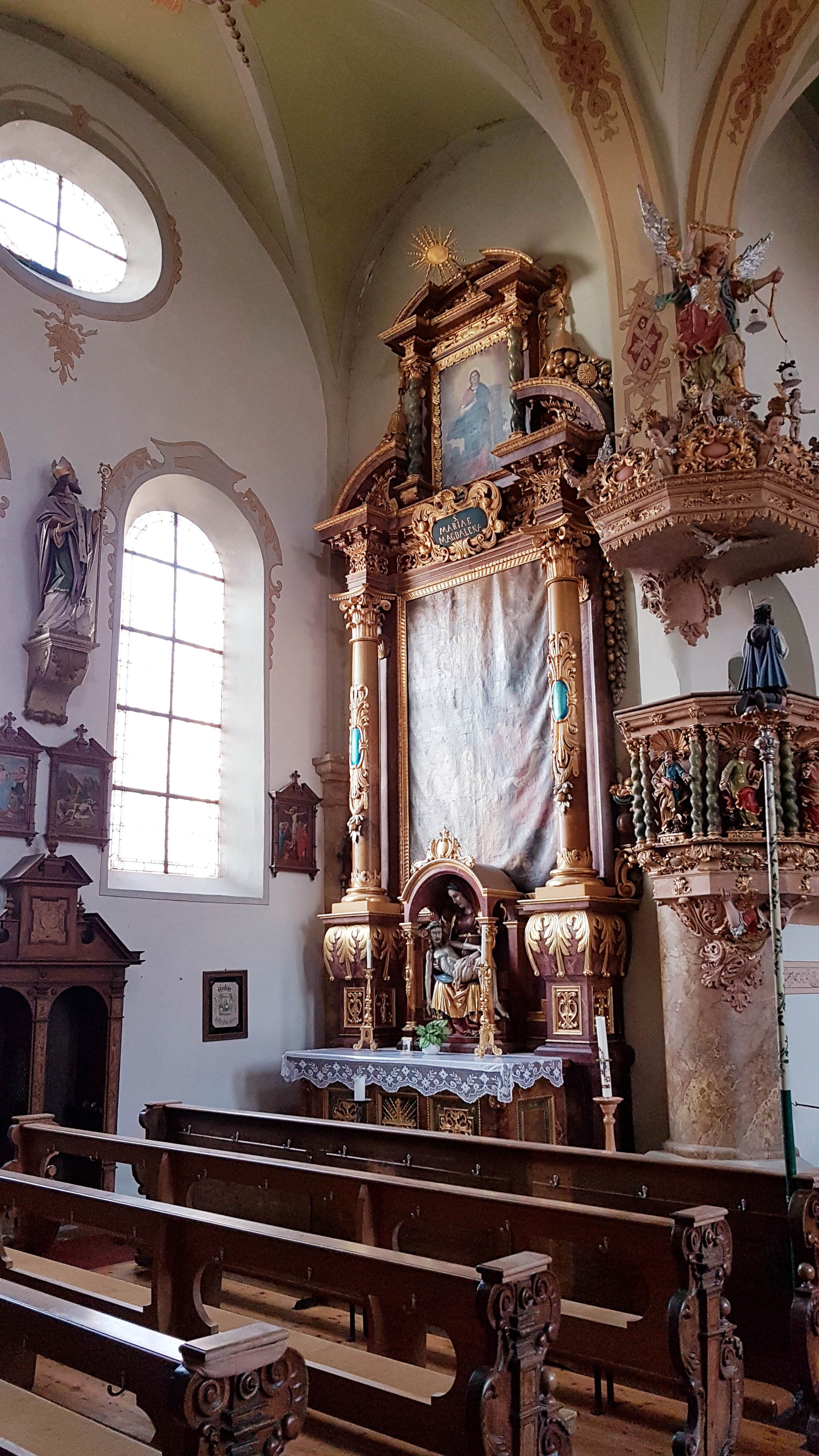
Blick in den linken Langhausarm

Restaurierungen mit Veränderungen an der Innenausstattung fanden 1844, als ein neuer Fußboden aus Solnhofener Platten eingebaut wurde, sowie 1897/98 statt, letztere prägt mit der Ausmalung durch den Augsburger Luitpold Heim bis heute den Kirchenraum. Weitere Restaurierungen fanden 1936 und 1972–1983 statt.

## Architektur
Die Kirche entstand durch Umbau des gotischen Neubaus von 1455 in den Jahren 1690–1692. Die von außen noch sichtbare, einem Zentralbau entsprechende Grundrissform eines griechischen Kreuzes geht vermutlich auf die Wiederherstellung in den Jahren nach 1659 zurück. Der Außenbau wird durch Strebepfeiler gegliedert, die in Form kurzer Lisenen bis zum Dachansatz geführt sind. Zwischen den Strebepfeilern liegen Rundbogenfenster, die durch ein Friesband von einer zweiten Reihe querovaler Fenster getrennt sind. Der Turm liegt im nördlichen Chorwinkel, im südlichen Winkel die Sakristei. Westlich liegen niedrigere Anbauten, die als Eckräume das griechische Kreuz zu einem dreischiffigen Rechteckraum mit Kreuzgratgewölben ergänzen. Dabei blieben die ursprünglichen stämmigen Rundsäulen in Voll- und Halbrundform erhalten. Die Westempore ist dreigeteilt, südlich lag einst ein Oratorium mit Tonnengewölbe. Die Unterseite der mittleren, vermutlich erst 1768 eingebauten Empore ist nach Westen abgerundet, auf der vorspringenden Brüstung liegen Aufsätze in Form von geschnitzten Rocaillen. Der eingezogene, langgestreckte Chor ist mit einem dreiseitigen Schluss versehen. Das erste Chorjoch stellt eine Art Vorchor dar. Das Innere wird durch Tonnengewölbe mit Stichkappen abgeschlossen, nur im westlichen Joch, dem ehemaligen Kreuzarm, sind noch Kreuzgratgewölbe erhalten.

## Ausstattung
Im prächtigen, mit Akanthuslaubwerk und gedrehten Säulen verzierten und im späten Hochbarockstil gefertigten Hochaltar (1699) sind wertvolle spätgotische Schnitzwerke eingefügt. Im Retabel befindet sich zentral eine Ottilienfigur um 1470, assistiert von hochbarocken Figuren der Heiligen Gertrudis und Mechthildis. Im Altarauszug wurde aufs vorzüglichste eine spätgotische Wurzel-Jesse-Darstellung eingelassen; unten der schlafende Jesse, darüber Maria mit Kind, und seitlich in säulenartiger Darstellung die Vorfahren Jesu. Geschaffen wurden sie vom Kaufbeurer Jörg Lederer.
An den Ostwänden der Querarme des Langhauses stehen die gleichermaßen sehenswerten Seitenaltäre. Beide wurden wie der Hochaltar 1699 aufgestellt, die Altarbilder stammen vom Schongauer Johann Joseph Fronwieser, der sie 1726 schuf. Am linken Magdalenenaltar zeigt das Gemälde den Tod der heiligen Magdalena, das Auszugsbild (1897/98) zeigt die heilige Barbara. Das bedeutendste Kunstwerk des Altars, wenn nicht der ganzen Kirche, stellt die hochgotische Pietà aus der Mitte des 14. Jahrhunderts dar. Am rechten Heilige-Sippe-Altar zeigt das Gemälde die Heilige Sippe, das Auszugsbild (1897/98) zeigt den Auferstehungschristus. Auf der Mensa steht eine figürliche Darstellung des als König der Juden verspotteten Jesus nach seiner Geißelung aus der Zeit um 1880.

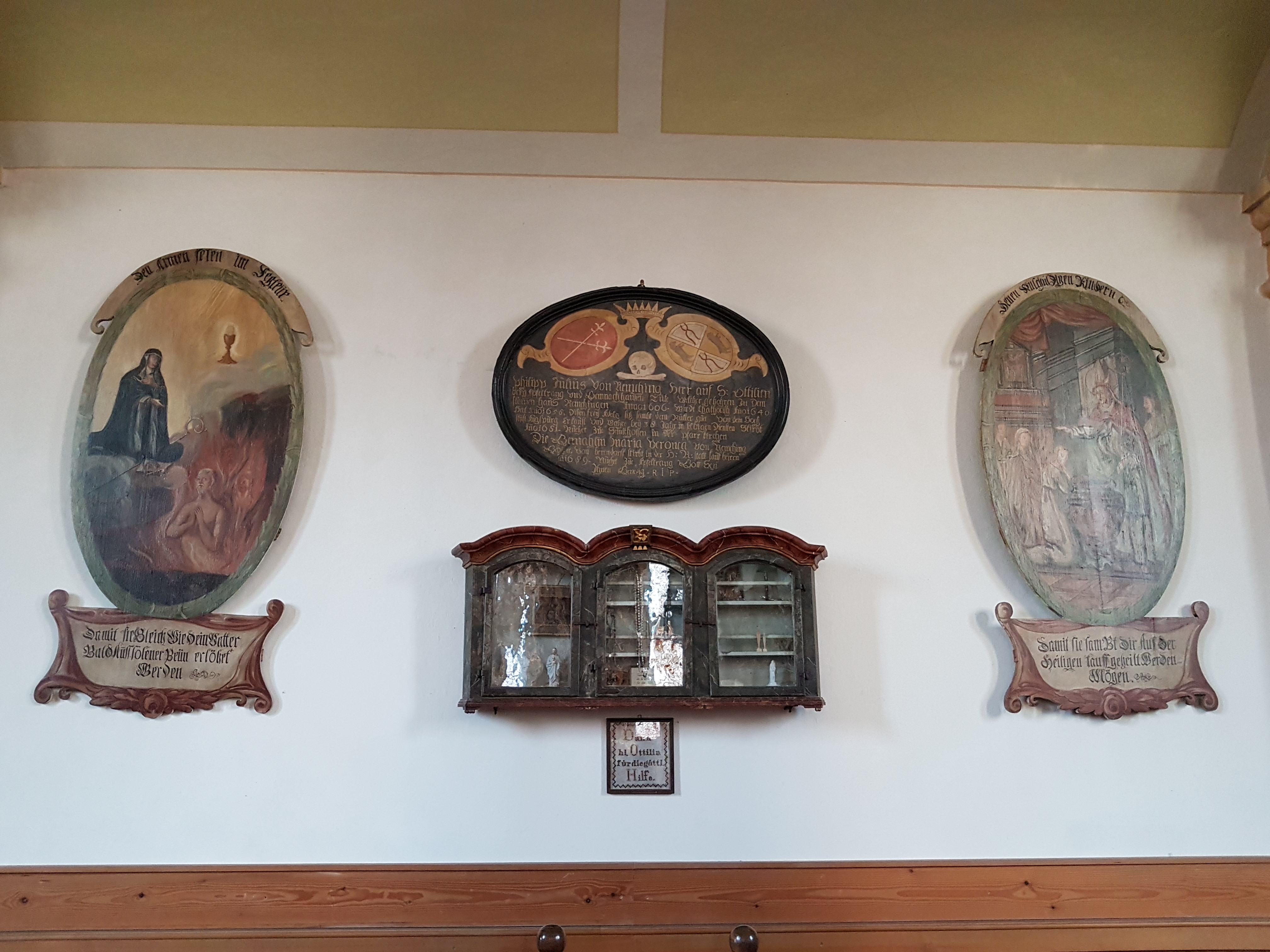
Votivgaben unterhalb der Empore

Die aus Stuckmarmor geschaffene Kanzel von 1700 ist reich verziert. Am Kanzelkorb zwischen gedrehten Doppelsäulen befinden sich die Holzfiguren der vier Evangelisten, der vier lateinischen Kirchenväter und von Jesus Salvator. Die Unterseite des Schalldeckels zeigt die Heilig-Geist-Taube, die mit einem Puttenkranz geschmückte Oberseite krönt Erzengel Michael als Seelenwäger. Am Bogen zwischen Vorchor und Chor befindet sich eine überlebensgroße Kreuzigungsgruppe, die 1695 vom Kemptener Hans Ludwig Ertinger gefertigt wurde: an den Seiten auf Halbsäulen Maria und Johannes, sowie von der Decke herabhängend das Kruzifix.
Von großer prägender Wirkung für die Raumschale des Chors und teilweise für das Langhaus ist die abwechslungsreiche Ausmalung der Gewölbe, Wände und Fensterleibungen, die Luitpold Heim 1897/98 ausgeführt hat. Die östlichen Chorfenster sind im Nazarenerstil bemalt. Das Chorgestühl aus Eichenholz (um 1700) ist mit verschiedenen Edelhölzern furniert. An der Nord- und Südseite des Langhauses sind in die Wände neubarocke Beichtstühle von 1897/98 eingelassen. Jeweils darüber stehen auf Sockeln die Heiligenfiguren (17. Jahrhundert) von Magnus und Stephanus. Über die im Chor und im Langhaus an den Wänden angebrachten Kreuzwegbilder sagen die Quellen nichts aus. Das Kirchengestühl ist ebenfalls um 1700 entstanden.

### Votivgaben
An der Westwand, unterhalb der mittleren Empore, zwei Ovalbilder (Den Armen selen im Fegfeyr und Denen Unschuldigen Kindern, um 1800) und ein verglaster Kasten mit in Silber getriebenen bzw. gravierten Augen (17./18. Jahrhundert).

## Südliche Nachbarbauten
Circa 50 Meter südlich der Kirche befindet sich der ehemalige Ökonomiehof des 1786 abgebrochenen Schlosses, der jedoch bereits 1685 als Bestands- und Herrengut an den Bernbeurer Bauern Peter Echteler verkauft wurde.
Die Fünf-Wunden-Kapelle, aufgrund ihrer Lage an einer in der Kapelle gefassten, als „wundertätig“ bezeichneten Quelle „Brünnele“ genannt, liegt 200 Meter südöstlich der Kirche. Die Kapelle wurde 1803 in Holzbauweise als Ersatz für die 1803 abgebrochene Sebastianskapelle, die sich 20/30 Meter oberhalb befand, mit dem Fünf-Wunden-Brunnen errichtet, der Wasser aus den 5 Wunden des Heilands in ein steinernes Becken fließen lässt. Dieser war ursprünglich in der Sebastiankapelle eingebaut. 1845 wurde die Holzhütte aufgrund eines Gelöbnisses durch einen massiven Bau ersetzt. In der Kapelle befindet sich eine bemalte Täfeldecke, die Georg Wassermann zugeschrieben wird.

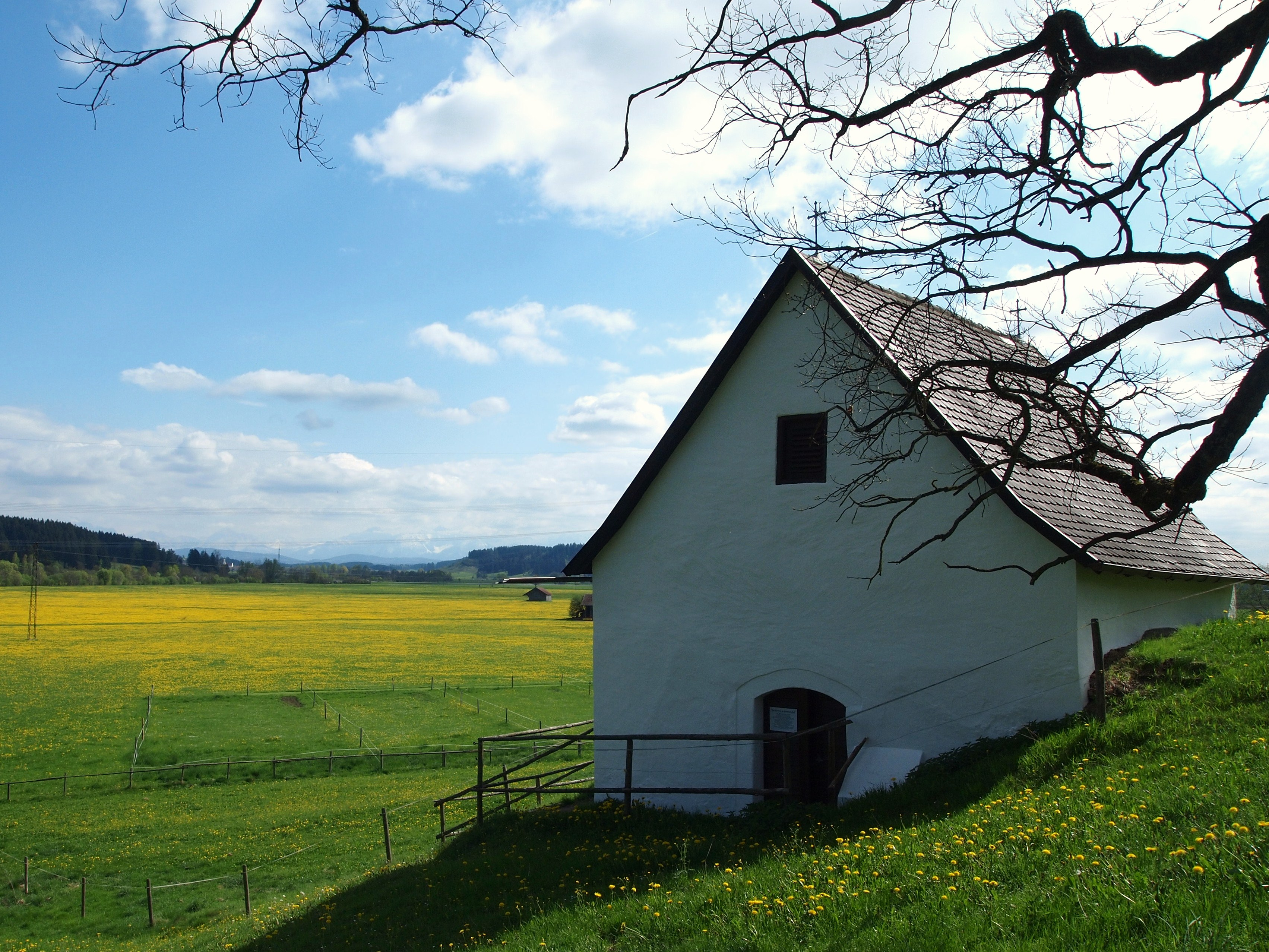
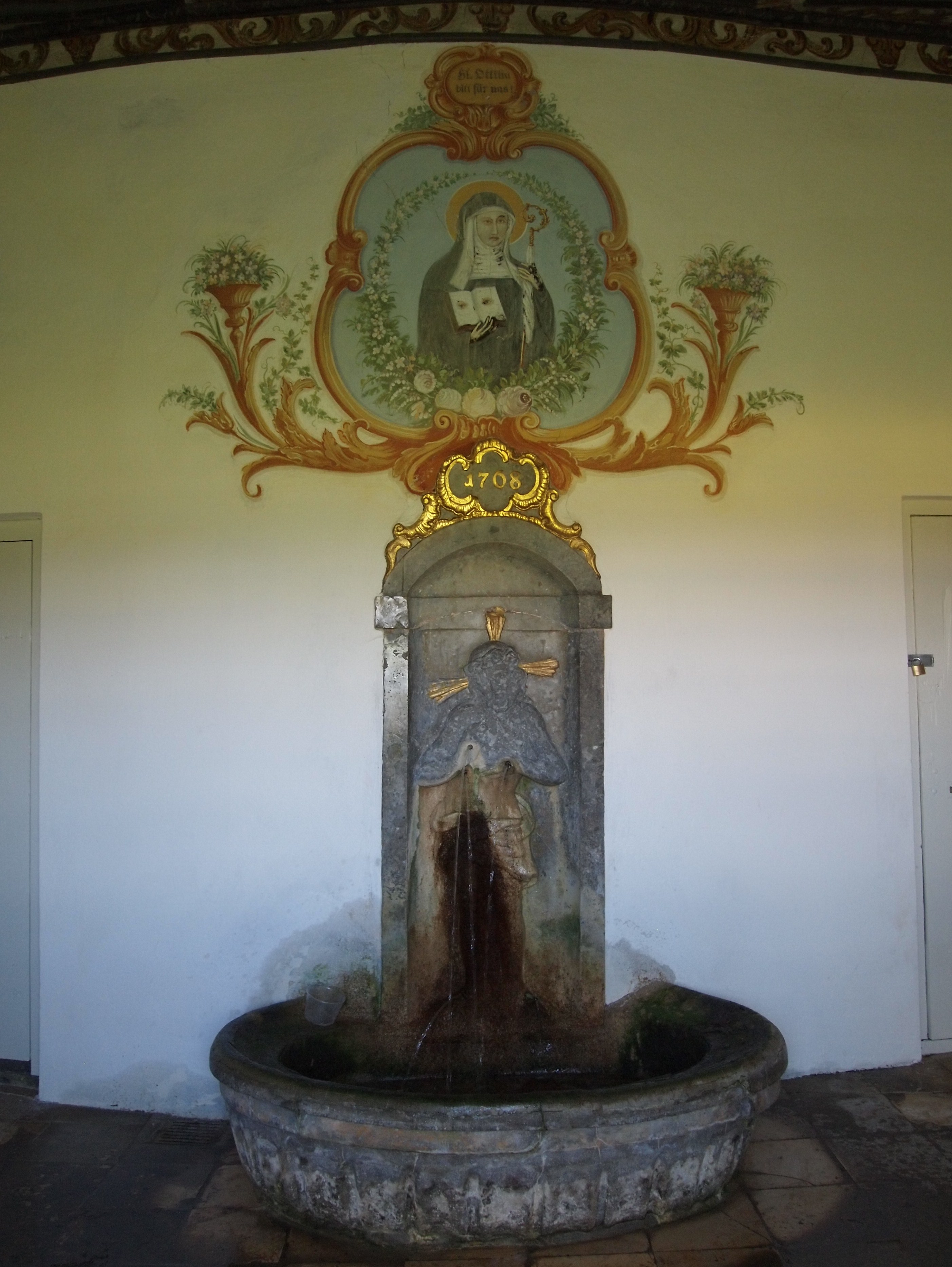
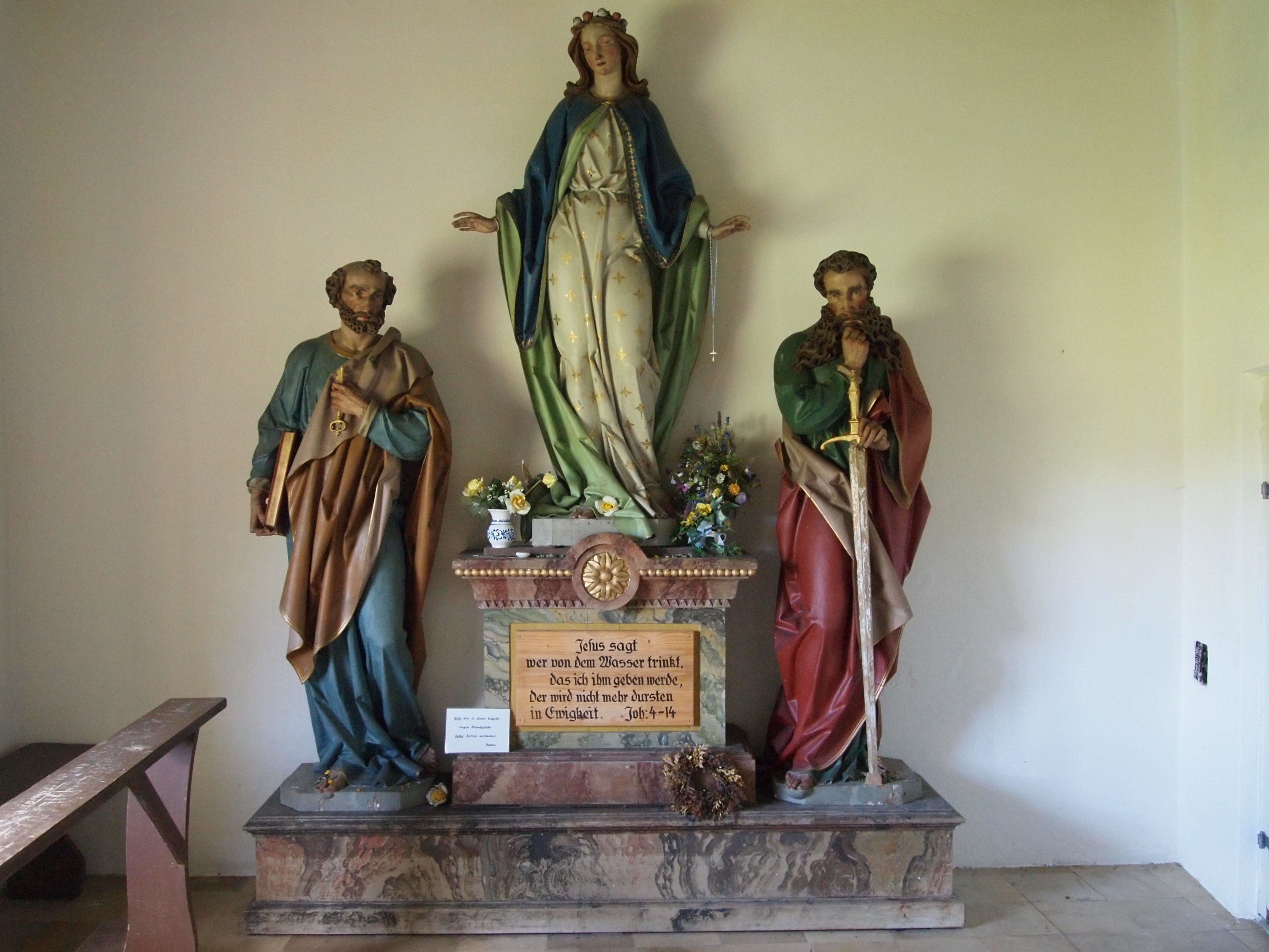
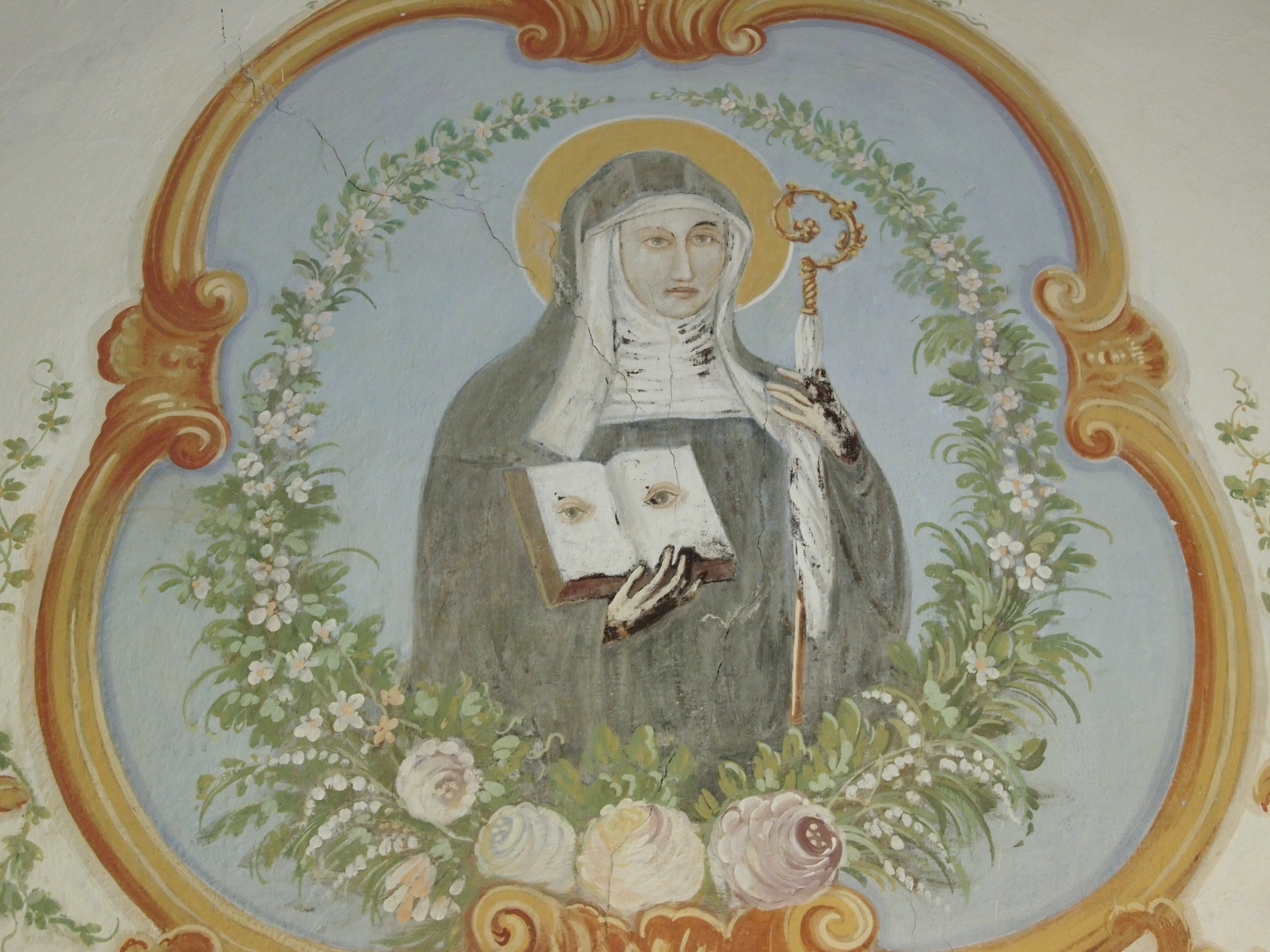